# Владимир Мичович
Владимир Мичович (серб. Владимир Мићовић, Vladimir Mićović, нар. 11 жовтня 1975, Аранджеловац, СФРЮ) — сербський футболіст, воротар, зараз — тренер воротарів у клубі «Нефтчі» (Баку).

## Клубна кар'єра
Виступав у чемпіонаті Югославії (пізніше Сербії і Чорногорії) за клуби «Шумадія» (Аранджеловац), «Балкан» (Буковіца), «Железничар» (Белград), «Будучност» (Банатськи Двор). У чемпіонаті України грав за «Таврію» з Сімферополя, також виступав в Азербайджані за бакинські команди «Нефтчі» й «Абшерон». Завершив кар'єру в 2011 році та влаштувався працювати в «Нефтчі» з молодіжною командою і готувати там воротарів.
У травні 2014 року був призначений тренером воротарів у «Нефтчі», змінивши Небойшу Михайловича, який покинув клуб за сімейними обставинами.

## Кар'єра в збірній
Провів 15 ігор за молодіжну збірну Югославії.